# Пулікове
Пулікове — загальнозоологічний заказник місцевого значення в Україні.

## Розташування
Розташований поблизу сіл Бариш та Залісся Чортківського району Тернопільської області, у кварталах 78-86 Золотопотіцького лісництва Державного підприємства «Бучацьке лісове господарство», в межах лісового урочища «Пулікове».

## Історія
Створений відповідно до рішення виконкому Тернопільської обласної ради № 198 від 30 червня 1986 року зі змінами, затвердженими рішенням Тернопільської обласної ради № 238 від 27 квітня 2001 року. Перебуває у віданні Тернопільського обласного управління лісового господарства.
Рішенням Тернопільської обласної ради № 15 від 22 липня 1998 року мисливські угіддя надані в користування Бучацькому держлісгоспу як постійно діюча ділянка з охорони, збереження та відтворення мисливської фауни. 

## Характеристика
Площа — 544 га.
Під охороною — численна мисливська фауна. Трапляються борсук звичайний, заєць сірий, куріпка сіра, лисиця руда, сарна європейська, вивірка лісова, куниця лісова, кабан дикий — цінні мисливські види, та інші тварини.